# Xatranje

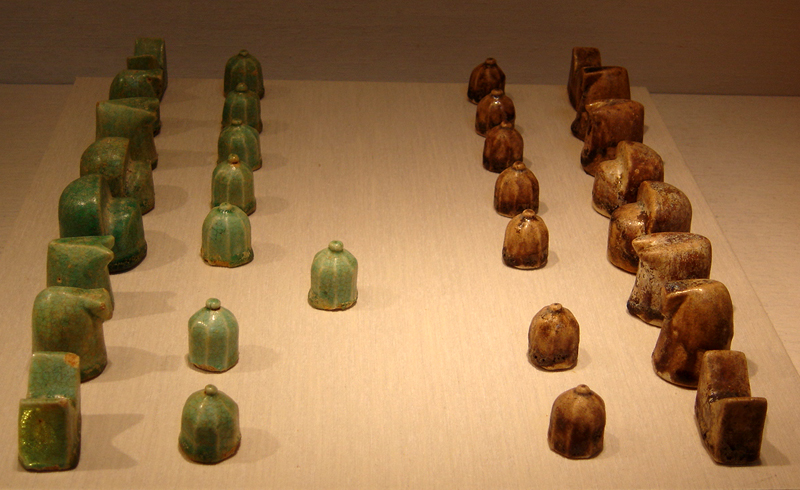
Conjunto de peças do Xatranje, datadas do século XII.

Xatranje ou Shatranj é a denominação de uma antiga forma de xadrez, a partir do qual o xadrez moderno se desenvolveu gradualmente. Chegou à Pérsia a partir do jogo de tabuleiro indiano Chaturanga por volta do século VII sob o nome Chatrangue. Após o jogo se popularizar em todo o mundo islâmico, seu nome mudou para xatranje. As regras e os nomes das peças se mantiveram como na Pérsia. O jogo foi muito popular durante quase 1 000 anos até ser suplantado gradualmente pelo xadrez atual.
Não se conhece precisamente as regras do Chaturanga e acredita-se que o Chatrangue e o Chaturanga tinham as mesmas regras ou eram muito similares. As primeiras regras são do final do século VII do poema persa Karnamak, de Cosroes II (r. 590–628). A posição das peças maiores e peões é basicamente a mesma embora em algumas variantes indianas a torre é um barco ou elefante e às vezes trocada com o elefante original ou camelo. O cavalo teve sempre a mesma posição e movimento, assim como o peão.

## Etimologia e origem
A palavra árabe shatranj vem do sânscrito chaturanga (catuḥ: "quatro"; anga: "braço"), já que o jogo se originava deste. Na Pérsia a palavra aparece como chatranga, com a falta da letra 'u' por causa da Síncope e da letra 'a' por causa da apócope. Essa forma de escrita pode ser exemplificada no título do livro "Mâdayân î chatrang" ("Livro de xadrez"), do século VII a.C.. Na etimologia persa 'shat' significa "100" e 'ranj' "preocupações", logo literalmente significaria "100 preocupações".

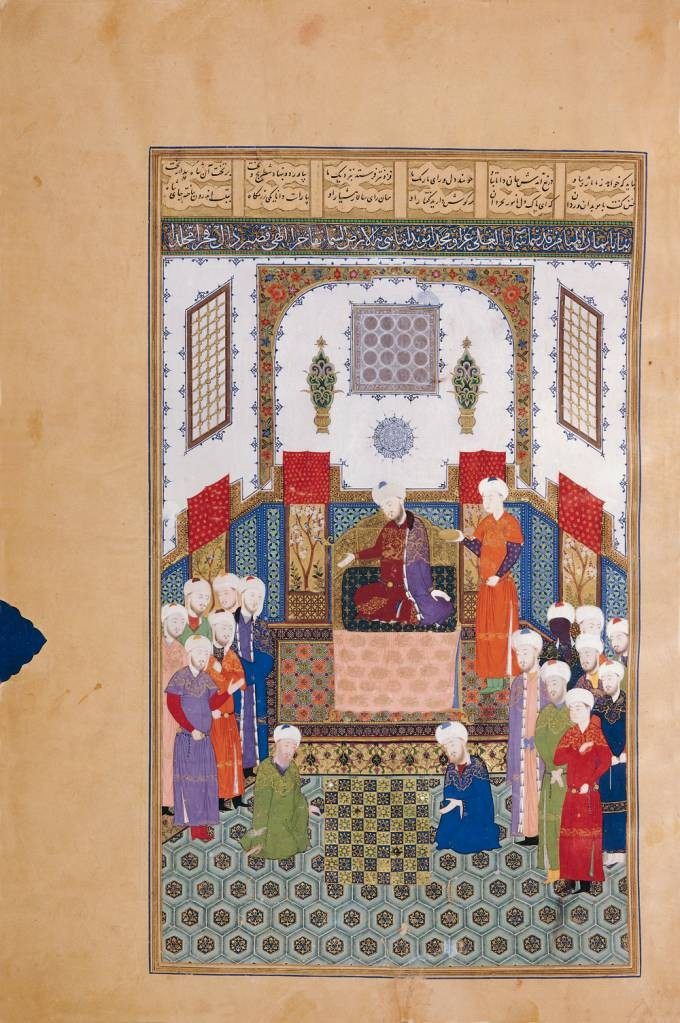
Homens jogando xatranje em uma pintura persa feita em 1430, encontrada no livro Épica dos Reis
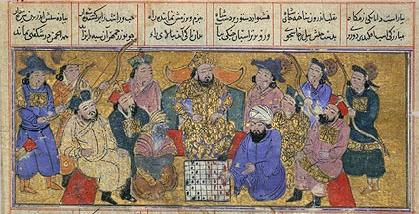
Manuscrito persa do século catorze mostrando como o embaixador da Índia trouxe o xadrez para a corte persa
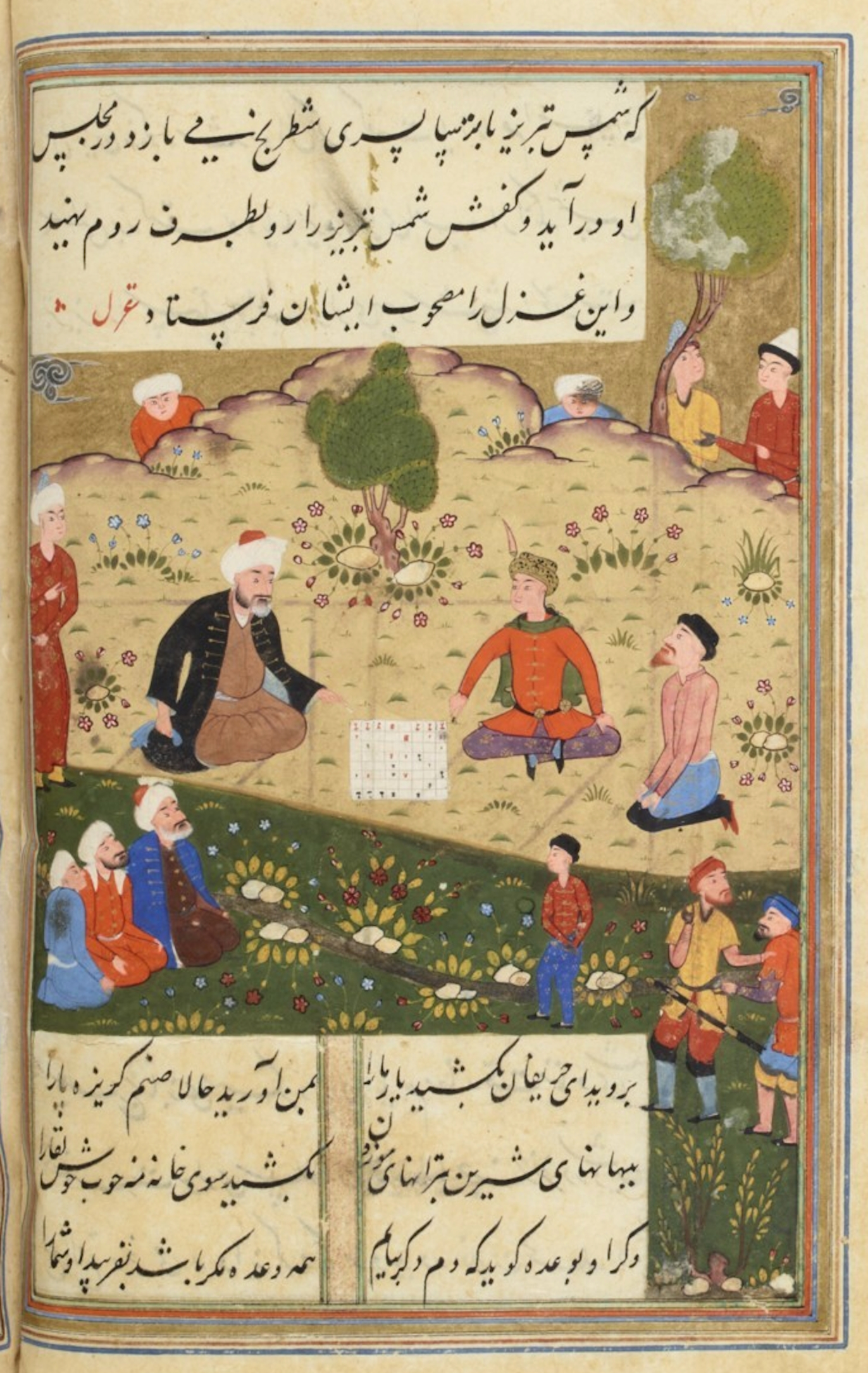
Xamece de Tabriz é retratado nessa pintura de 1500 jogando xatranje
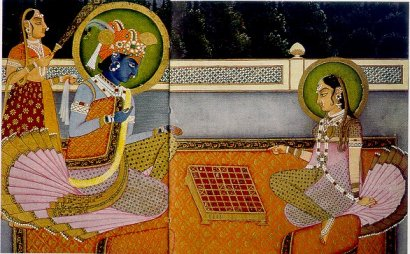
Críxena e Rada jogando chaturanga

As regras do chaturanga vistos hoje em dia na Índia tem inúmeras variações, mas todas elas envolvem os seguintes elementos: o cavalo, o elefante (bispo), a biga (torre) e os soldados (peões), e jogado em um tabuleiro 8x8. O xatranje adaptou a maioria das regras e movimentos do chaturanga. Existe também uma variante do século XIV, o Xadrez de Tamerlão, com um estrutura de peças diferente.
Durante o reinado do xá sassânida Cosroes I, um presente de um rei indiano (possivelmente do Reino Maucari) incluía um jogo de xatranje com dezesseis peças de esmeralda e dezesseis de rubi (verde x vermelho). O jogo veio com um desafio o qual foi resolvido pela corte de Cosroes. Esse incidente, originalmente especificado no Mâdayân î chatrang, também é mencionado no livro do poeta Ferdusi, Épica dos Reis.
Em variantes posteriores as casas pretas foram introduzidas. O jogo se difundiu na região oeste depois das conquistas islâmicas na Pérsia. Uma literatura rica e táticas sobre o jogo foram produzidas a partir do século VIII. Com a ascensão do Islã, o jogo foi introduzido na Espanha. Durante os séculos seguintes, o xatranje se popularizou na Europa, e eventualmente evoluiu para se tornar o xadrez moderno.

## Regras
| Começo de um tabuleiro de xadrez. | a | b          | c                | d          | e | f | g | h |                             |
| 8                                 |   |            |                  |            |   |   |   |   | 8                           |
| 7                                 |   |            |                  |            |   |   |   |   | 7                           |
| 6                                 |   |            |                  |            |   |   |   |   | 6                           |
| 5                                 |   | cruz em b5 |                  | cruz em d5 |   |   |   |   | 5                           |
| 4                                 |   |            | dama preta em c4 |            |   |   |   |   | 4                           |
| 3                                 |   | cruz em b3 |                  | cruz em d3 |   |   |   |   | 3                           |
| 2                                 |   |            |                  |            |   |   |   |   | 2                           |
| 1                                 |   |            |                  |            |   |   |   |   | 1                           |
|                                   | a | b          | c                | d          | e | f | g | h | Fim do tabuleiro de xadrez. |

| Começo de um tabuleiro de xadrez. | a          | b | c                        | d | e          | f | g | h |                             |
| 8                                 |            |   |                          |   |            |   |   |   | 8                           |
| 7                                 |            |   |                          |   |            |   |   |   | 7                           |
| 6                                 | cruz em a6 |   |                          |   | cruz em e6 |   |   |   | 6                           |
| 5                                 |            |   |                          |   |            |   |   |   | 5                           |
| 4                                 |            |   | bispo preto virado em c4 |   |            |   |   |   | 4                           |
| 3                                 |            |   |                          |   |            |   |   |   | 3                           |
| 2                                 | cruz em a2 |   |                          |   | cruz em e2 |   |   |   | 2                           |
| 1                                 |            |   |                          |   |            |   |   |   | 1                           |
|                                   | a          | b | c                        | d | e          | f | g | h | Fim do tabuleiro de xadrez. |

A disposição inicial das peças no xatranje é essencialmente a mesma que a do xadrez moderno. Entretanto, a posição dos reis não era fixa podendo se localizar tanto na direita ou na esquerda na região central. De qualquer forma, os reis deveriam estar posicionados na mesma fila.
O rei, a torre e o cavalo se moviam exatamente do mesmo modo do que o xadrez moderno. O cavalo já possuía este nome no xatranje (e não cavaleiro, como em alguns idiomas europeus)
Junto ao rei se encontrava uma peça chamada firz (do persa farzin, conselheiro). Se movia uma casa somente para qualquer direção na diagonal. Foi substituída pela Dama no xadrez moderno. Era uma peça um tanto quando débil .O diagrama ao lado representa o firz com o símbolo da dama do xadrez moderno.
Do lado dos cavalos se encontrava os elefantes. Estes se movimentavam exatamente duas casas em qualquer diagonal,nem mais nem menos. O movimento é mostrado no diagrama ao lado. O elefante foi substituído pelo moderno bispo.
Os peões no xatranje se moviam como no xadrez moderno, porém não tinham a opção de mover duas casas na sua primeira jogada, e consequentemente nem o en passant. Quando alcançavam a oitava fila podiam ser promovidos, contudo somente poderia ser trocado por um elefante.
Existia outras diferenças:
- O roque não existia (foi inventado posteriormente)
- O rei afogado decretava a vitória para o jogador que o efetuava
- Capturar todas as peças adversárias, aparte do rei (desnudar o rei) decretava a vitória do jogador, ao menos que o oponente pudesse capturar a última peça rival na rodada seguinte, que acabava em um empate neste caso.